# Kontinuerlig drift
Kontinuerlig drift var en svensk musikgrupp.
Kontinuerlig drift hade sitt ursprung i ett musikprojekt som i början av 1970-talet startades i Tierp under namnet Hela havet stormar och som ägnade sig åt ofta timslånga improvisationer i den västtyska gruppen Amon Düüls anda. År 1977 spelade man in ett självbetitlat musikalbum i Gävle, vilket utgavs under namnet Kontinuerlig drift (Trixie Rec 01), vilket beskrivs som progressiv jazzrock och delvis påminner om tidiga Arbete & Fritid. På detta album medverkar Alf Arvidsson (sång, keyboards), Håkan Eriksson (gitarr), Bo Anders Skoglund (sång, gitarr), Lars Södergren (saxofon), Ulf Niskanen (fiol), Leif Eriksson (bas) och Tomo Wihma (tidigare medlem i Panta Rei, trummor).